# Siegfried Buback

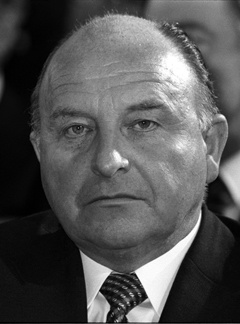
Siegfried Buback, 1976

Siegfried Buback (* 3. Januar 1920 in Wilsdruff; † 7. April 1977 in Karlsruhe) war ein deutscher Jurist. Vom 31. Mai 1974 bis zu seiner Ermordung amtierte er als Generalbundesanwalt am Bundesgerichtshof. 
Seine Ermordung durch Mitglieder der Roten Armee Fraktion (RAF) wird gemeinhin als Auftakt des Terrorjahres 1977 betrachtet, das im Deutschen Herbst gipfelte.

## Leben
Der Sohn eines Beamten besuchte das Gymnasium Franziskaneum im sächsischen Meißen, wo er 1938 das Abitur ablegte. Anschließend studierte er an der Universität Leipzig Rechtswissenschaften und bestand 1941 die erste juristische Staatsprüfung. Am 11. April 1940 beantragte Buback die Aufnahme in die NSDAP und wurde zum 1. Juli desselben Jahres aufgenommen (Mitgliedsnummer 8.179.469). 1941 wurde er zur Wehrmacht eingezogen.
Buback kehrte im Juni 1947 aus der französischen Kriegsgefangenschaft zurück. Eine Beurteilung der Stadt Meißen im selben Jahr nahm an, dass Buback kein NSDAP-Mitglied gewesen sei, und stufte ihn als politisch unbelastet ein. Er gehörte nach 1945 keiner politischen Partei an. Nach dem Rechtsreferendariat legte Buback 1950 in Hannover die zweite juristische Staatsprüfung ab und wurde als Assessor im Oberlandesgerichtsbezirk Celle in den niedersächsischen Staatsdienst übernommen. 1953 wurde er dort Staatsanwalt, 1959 Erster Staatsanwalt. Nach seinem Wechsel zur Bundesanwaltschaft wurde er dort 1963 Oberstaatsanwalt und 1971 Bundesanwalt. Bei der Bundesanwaltschaft arbeitete er überwiegend für die Abteilung Landesverrat und war dort schon vor seiner Amtszeit als Generalbundesanwalt für die Fahndungen nach führenden RAF-Terroristen der ersten Generation verantwortlich.
Bundesweite Bekanntheit erlangte Buback zum ersten Mal 1962, als er in der Spiegel-Affäre die Ermittlungen gegen den Spiegel und dessen Herausgeber Rudolf Augstein wegen Landesverrats leitete. 1970 konnte er den 1967 von einem Trio um Manfred Ramminger durchgeführten Diebstahl einer Sidewinder-Rakete vom NATO-Flugplatz Zell bei Neuburg an der Donau aufklären.
Buback fasste 1969 in einem aufsehenerregenden Fall nach monatelanger, zunächst hoffnungslos erscheinender Suche die Soldatenmörder von Lebach und war führender Ermittler in der Guillaume-Affäre, die 1974 zum Rücktritt von Bundeskanzler Willy Brandt führte.
Am 31. Mai 1974 wurde Buback zum Nachfolger von Generalbundesanwalt Ludwig Martin berufen und in dieser Funktion mit der Aufklärung und Ahndung der Taten der Rote Armee Fraktion betraut, der er am Ende selbst zum Opfer fiel. Kurt Rebmann folgte ihm ins Amt des Generalbundesanwaltes.

## Ermordung

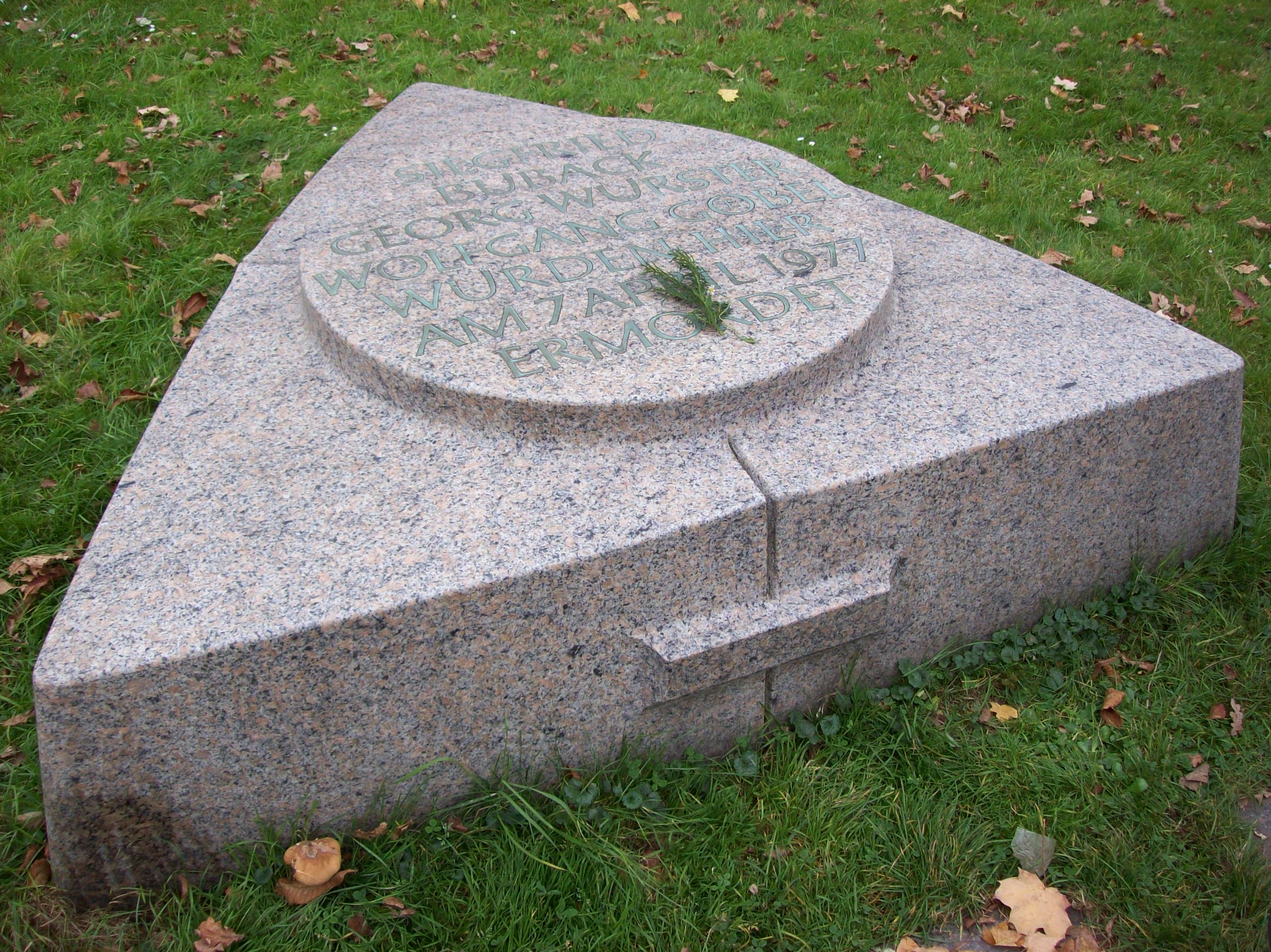
Gedenkstein am Tatort

Am 7. April 1977 gegen 9.15 Uhr wurde Buback während der Fahrt von seiner Wohnung in Neureut zum Bundesgerichtshof auf offener Straße in seinem Dienstwagen (ein Mercedes-Benz 230.6) ermordet. Im Auto befanden sich außer Buback, der auf dem Beifahrersitz saß, noch sein Fahrer, der 30-jährige Wolfgang Göbel, und der 43-jährige Erste Justizhauptwachtmeister Georg Wurster, damals Leiter der Fahrbereitschaft der Bundesanwaltschaft.
Als der Mercedes an der Kreuzung Linkenheimer Landstraße (heutige Willy-Brandt-Allee) und Moltkestraße (⊙) an einer roten Ampel wartete, hielt rechts neben ihnen ein Motorrad, Typ Suzuki GS 750, mit zwei Personen, die olivgrüne Integralhelme trugen. Ohne von der Sitzbank abzusteigen, feuerte eine der Personen aus einem halbautomatischen Gewehr vom Typ HK43 fünfzehn Schüsse auf den Mercedes ab. Alle drei Männer im Pkw wurden getroffen. Nachdem der angeschossene Fahrer das Fahrzeug verlassen hatte, fuhr das mit einem Schaltgetriebe ausgestattete Auto noch einige Meter weiter. Bedingt durch ein leichtes Gefälle auf der Kreuzung überwand der Wagen den Bordstein am rechten Fahrbahnrand der Einmündung und rollte weiter, bis er an einem dortigen Pfosten zum Stillstand kam.
Buback und Göbel starben noch am Tatort, Wurster, der auf der Rückbank des Mercedes Platz genommen hatte, erlag am 13. April seinen Verletzungen. Zu der Tat bekannte sich das „Kommando Ulrike Meinhof“ der Roten Armee Fraktion, zuvor war es im Jargon der RAF als „Aktion Margarine“ bezeichnet worden, in Anlehnung an das Produkt SB-Margarine, dessen Name die Initialen Siegfried Bubacks enthielt.

### Reaktionen auf die Ermordung
Der damalige Bundeskanzler Helmut Schmidt sagte in seiner Rede bei der Trauerfeier für Siegfried Buback:

„Er war ein harter Kämpfer für das Recht, für die demokratische Grundordnung, für die Sicherheit der Bundesrepublik Deutschland. Die Schüsse hier in Karlsruhe zielten aber nicht nur gegen den Generalbundesanwalt, der die zusammengeschmolzene Truppe der Terroristen nicht zur Ruhe kommen ließ, sondern sie sollten dem Rechtsstaat überhaupt gelten.“

In einer Bekanntmachung der linksextremistischen Terrorgruppe Revolutionäre Zellen in der Zeitschrift Revolutionärer Zorn vom Mai 1977 wurde Zustimmung zur Ermordung geäußert:

„Es traf Buback genau im richtigen Augenblick. Damit ist der Mythos von der Unverletzlichkeit des Polizeistaates ins Wanken gekommen. […] Deswegen finden wir die Hinrichtung des obersten Staatsschützers zu diesem Zeitpunkt richtig – besonders für die in den Knästen kämpfenden Genossen. Wir freuen uns zusammen mit vielen legalen und illegalen Genossen über diese gelungene Aktion!“

Anlässlich des Attentats schrieb 1977 ein anonymer Autor unter dem Pseudonym Göttinger Mescalero einen Beitrag für die Göttinger AStA-Zeitung, in dem er zuerst seine spontane Reaktion auf den Tod von Buback als „klammheimliche Freude“ beschrieb, politisch jedoch derartige Morde ablehnte. Der Text wurde Gegenstand mehrerer Strafverfahren und heftiger öffentlicher Diskussionen.

### Täter

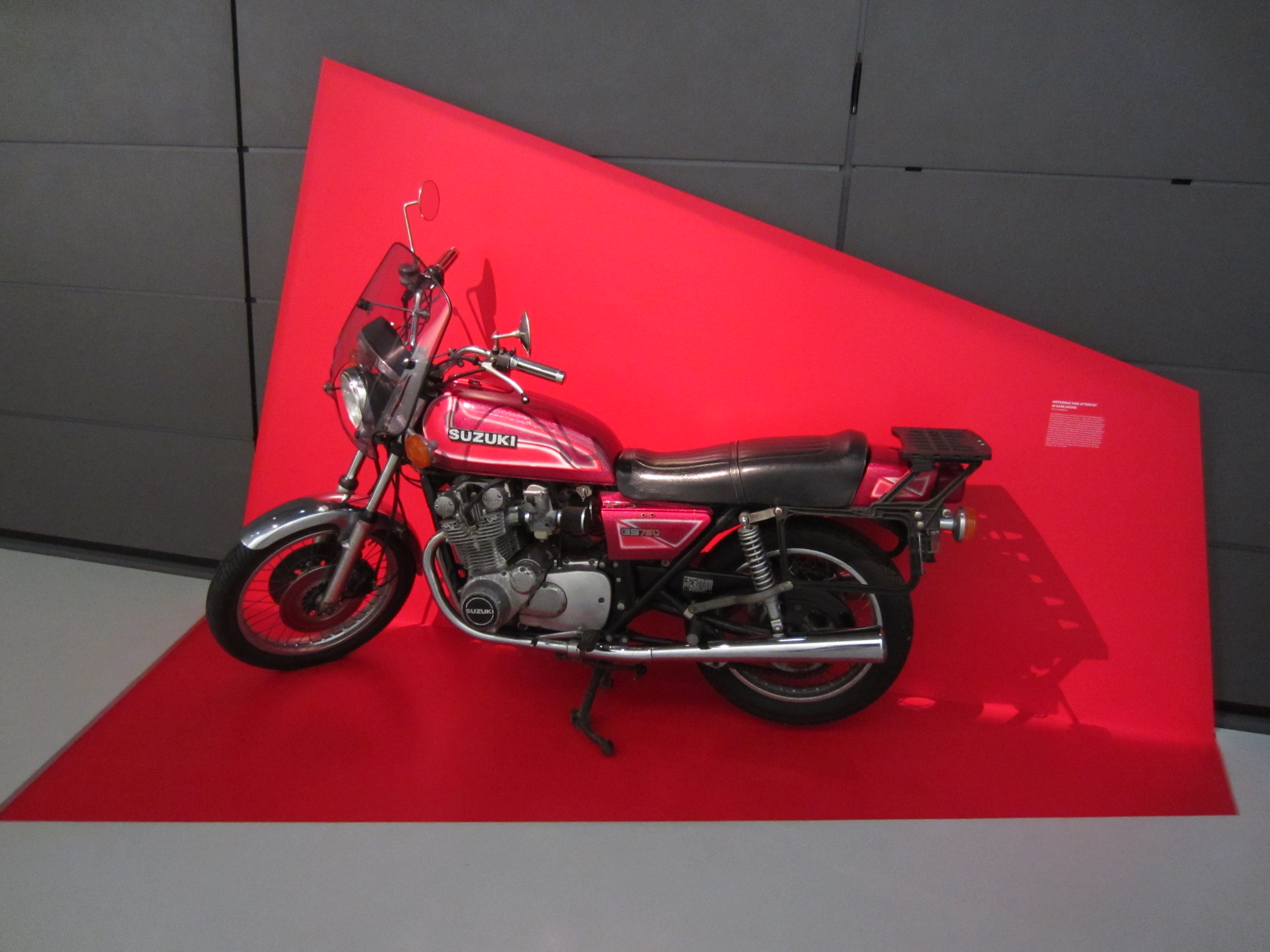
Das für die Tat verwendete, später umgebaute Motorrad in einer Kunstausstellung im Jahre 2013

Bis 2016 wurden Christian Klar, Knut Folkerts und Brigitte Mohnhaupt als Täter verurteilt, deren Täterschaft aber durch neue Veröffentlichungen in Frage gestellt wird. Wer tatsächlich auf dem Motorrad saß und wer die Todesschüsse abgab, ist bis heute unbekannt. Im Jahr 2010 begann, maßgeblich veranlasst durch die Nachforschungen und Veröffentlichungen des Sohnes Michael Buback (siehe unten), ein erneutes Strafverfahren gegen Verena Becker.
Bereits am 17. April 2007 hatte Michael Buback einen Artikel in der Süddeutschen Zeitung veröffentlicht, in dem er schrieb, dass sich bei ihm ein Informant gemeldet habe. Dieser habe ihm glaubhaft versichert, dass weder Christian Klar noch Knut Folkerts noch Günter Sonnenberg die Täter gewesen seien. Nach Aussagen anderer RAF-Angehöriger sei Folkerts sogar zum fraglichen Zeitpunkt überhaupt nicht am Tatort gewesen, Sonnenberg habe dem Informanten zufolge das Motorrad gefahren. Knut Folkerts soll den Fluchtwagen in die Niederlande gelenkt haben und könnte, obwohl er nicht am Tatort gewesen ist, des gemeinschaftlichen Mordes schuldig sein. Der Spiegel berichtete am 21. April 2007 in seiner Online-Ausgabe, dass Buback von Stefan Wisniewski ermordet worden sei. Dies habe bereits in den 1980er Jahren Verena Becker berichtet. Da Mord nach deutschem Strafrecht nicht verjährt (§ 78 Abs. 2 StGB), wurde aufgrund des Bestehens eines Anfangsverdachts gegen Wisniewski am 25. April 2007, 30 Jahre nach der Tat, ein Ermittlungsverfahren (§ 160 StPO) wegen Mordverdachts eingeleitet.

## BuchDer zweite Tod meines Vaters
Bubacks Sohn Michael veröffentlichte 2008 das Buch Der zweite Tod meines Vaters über die Ergebnisse seiner privaten Ermittlungen. Er äußert darin unter anderem den Verdacht, dass deutsche Geheimdienste an der Ermordung seines Vaters beteiligt gewesen oder zumindest vorher darüber informiert gewesen sein könnten – und dass die Bundesanwaltschaft in Verbindung mit diesen Diensten den wahren Mörder gedeckt habe, wobei vieles auf Verena Becker hindeute. Der RAF-Forscher Wolfgang Kraushaar stellte daraufhin eigene Nachforschungen an, denen zufolge Michael Bubacks Verdacht eine begründete Vermutung bleibt.

## Prozess gegen Verena Becker
Am 27. August 2009 wurde gegen Verena Becker wie bereits 2007 gegen Wisniewski ein Ermittlungsverfahren (§ 160 StPO) wegen Mordverdachts eingeleitet. Ab dem 30. September 2010 musste sie sich wegen der Beihilfe zum Mord an Siegfried Buback und seinen Begleitern vor dem Oberlandesgericht Stuttgart verantworten. Michael Bubacks Buch gilt als einer der Anstöße für diesen Prozess.
Im Februar 2009 hatte das Bundeskriminalamt mehrere Briefumschläge der Bekennerschreiben zum Buback-Mord, mit denen die RAF sich am 13. April 1977 zu dem Anschlag bekannt hatte, per DNA-Analyse untersuchen lassen. An drei Briefumschlägen konnten Speichelspuren von Verena Becker festgestellt werden. 2010 legte der Verfassungsschutz Dokumente vor, die sie von der Mittäterschaft entlasten. In den Dokumenten vom 16. November 1981 heißt es, dass „Becker und Mohnhaupt […] im April 1977 nach Bagdad geflogen“ seien. Leider seien die Originaldokumente nicht mehr vorhanden, die entsprechenden Tonbänder gelöscht, die Originalabschriften und weite Teile der Akten verschwunden und der Verfasser der jetzt erst aufgetauchten Dokumente schon gestorben. Diese Darstellung wurde später auch von Verena Becker selbst gestützt; sie erklärte im Mai 2012, dass sie weder am Mordanschlag direkt noch an dessen Planung beteiligt gewesen sei und sich zum fraglichen Zeitpunkt im Nahen Osten aufgehalten habe.
Das Oberlandesgericht Stuttgart verurteilte Becker am 6. Juli 2012 zu vier Jahren Haft wegen Beihilfe zum Mord in drei Fällen. Zwei Jahre davon wurden ihr auf eine frühere Haftstrafe angerechnet. Am 12. Februar 2014 setzte das OLG Stuttgart die Reststrafe zur Bewährung aus.
Der RAF-Forscher Kraushaar hatte den Prozess beobachtet und kommentierte, dass nach seiner und der Ansicht weiterer Prozessbeobachter dabei „der Staat die Angeklagte verteidigt“. Es sei eine „Perversion des Rechtsstaats, wenn der Vertreter der Anklage insgeheim die Interessen der Angeklagten, in diesem Fall einer Exterroristin, vertritt“. Im Juni 2011 betitelte er einen Zeitungsartikel über den Prozess mit Eine Farce in Stammheim. Michael Buback trat in dem Prozess als Nebenkläger auf. Unter den Zeugen war der ehemalige Terrorist Bommi Baumann.

## Ermittlungen 2014
Im November 2014 wurden von der Bundesanwaltschaft erneut Ermittlungen im Fall der Ermordung Siegfried Bubacks aufgenommen, in deren Fokus mehrere Männer und Frauen stehen sollen, die bereits zuvor wegen anderer Straftaten verurteilt worden waren.
Der Sohn (Michael Buback) und der Bruder des Ermordeten beantragten 2015 ein Ermittlungserzwingungsverfahren gegen das frühere RAF-Mitglied Siegfried Haag und eine weitere Person, deren Namen gegen Siegfried Haag auf einer Leseabschrift des handschriftlichen Originals abgeändert wurde. Der Antrag wurde vom 6. Strafsenat des Oberlandesgerichts Stuttgart wegen unvollständiger Zitierungen als unzulässig abgelehnt; davon abgesehen sei bereits „Strafklageverbrauch“ eingetreten.

## Zitat
In einem Interview mit dem Magazin Stern äußerte sich Siegfried Buback im Jahr 1975 folgendermaßen:
Frage: „Nach der Menschenrechtskonvention, die bei uns Gesetzeskraft hat, kann jeder Angeklagte einen Verteidiger seiner Wahl benennen. Ist dieses Recht im Fall Andreas Baader noch gewährleistet, nachdem seine drei Wahlverteidiger, Croissant, Groenewold und Ströbele, ausgeschlossen sind und Baader gar keinen neuen Wahlverteidiger mehr benennen konnte, der sich noch in den umfangreichen Prozeßstoff hätte einarbeiten können?“
Antwort: „Die Frage ist doch: Gilt der Grundsatz des fairen Prozesses, den Sie angesprochen haben, auch dann, wenn ein Verteidiger seine Vorrechte missbraucht und wenn der Mandant davon gewußt oder sogar dazu angestiftet hat? Ich bin der Meinung: Nein.“
Diese Äußerung wird gelegentlich dahingehend interpretiert, dass Buback den Terrorismusverdächtigen das Recht auf ein faires Verfahren abgesprochen habe.